# Нежата Твердятич
Нежата Твердятич — новгородский посадник в 1144—1146 и 1160—1161 гг.

## Новгородское посадничество
За поддержку князя Всеволода Мстиславича дом Нежаты Твердятича в 1137 г. был разграблен вместе с некоторыми иными сторонниками князя (в том числе и с будущим посадником Константином Микульчичем). Также упоминается в то время, когда были гонения на бояр в Новгороде античерниговской направленности. Из-за этих гонений в 1139 г. Нежата вместе с Судилой и Страшко бежит в Суздаль, а в 1141 г. возвращаются в Новгород. В 1144 г. Нежата стал новгородским посадником после Судилы Иванковича. В 1146 г. посадничество было отнято у него и передано Константину Микульчичу.
Зимой 1160 г., перед тем как провозгласить новгородским князем Мстислава Ростиславича (21 июня 1160 г.) вместо Святослава Ростиславича, посадником был назначен Нежата Твердятич. Однако в следующем 1161 г. он лишается посаднической должности в пользу Захария, когда происходит смена новгородского князя — опять приходит Святослав Ростиславович.

## Ладожское посадничество
Под 1164 г. Нежата Твердятич значится Ладожским посадником, в летописи он упоминается в связи с приходом на Ладожскую землю шведов. Из-за них ладожане спалили свои хоромы и затворились в городской крепости вместе со своим посадником. Ладожане за помощью послали в Новгород и 28 мая 1164 г. князь Святослав Ростиславович и посадник Захария с новгородцами победили шведов.